# Henryk Rzewuski
Henryk Rzewuski (Slavuta, Volinia, 3 de mayo de 1791–Chúdniv, Volinia, 28 de febrero de 1866) fue un periodista, novelista romántico y noble polaco.

## Biografía
El conde Henryk Rzewuski nació en una familia de magnates polacos en Ucrania. Era hijo de Adam Wawrzyniec Rzewuski, un senador ruso que residía en San Petersburgo, sobrino nieto de un confederado de Targowica y bisnieto de Wacław Rzewuski, hetman de la Gran Corona.
En su juventud, Rzewuski sirvió en el ejército del Ducado de Varsovia y participó en la breve guerra contra Austria de 1809. Entre 1845 y 1850, viviendo en San Petersburgo, dirigió junto con Michał Grabowski una «camarilla de San Petersburgo» de ideas conservadoras y rusófilas, y contribuyó a la revista en polaco Tygodnik Petersburski («Semanario petersburgués»).
En 1850–56, Rzewuski, partidario de una estrecha colaboración entre Polonia y Rusia, trabajó con el virrey imperial Iván Paskévich, y en 1851–56 editó Dziennik Warszawski («Diario de Varsovia»).
Rzewuski había viajado mucho—en 1825, a Crimea, junto con Mickiewicz. Más tarde se encontró con el poeta en Roma y lo cautivó con historias sobre la antigua nobleza polaca, lo que contribuyó a inspirar la gran epopeya de Mickiewicz, Pan Tadeusz. Las historias de Rzewuski también influirían en las novelas históricas ambientadas en Polonia de Henryk Sienkiewicz (la Trilogía), así como en las que escribió Teodor Jeske-Choiński.[cita requerida]
La supresión rusa del Levantamiento de Noviembre y la consiguiente represión de la cultura, la educación y la política polacas por parte de las tres potencias repartidoras forzó a los escritores polacos a buscar una identidad colectiva propia en el pasado del país. Esto creó una nueva moda para la gawęda polaca, un género de ficción discursiva, con antecedentes en los memorialistas del siglo xvii, en que el narrador relata los incidentes en un lenguaje altamente estilizado. Fue este género que Henryk Rzewuski dominó.

## Obras
- Pamiątki Soplicy (Las memorias de Soplica; título completo: Pamiątki JPana Seweryna Soplicy, cześnika parnawskiego; 1839, 4 volúmenes; edición crítica de Zygmunt Szweykowski, 1928); revisada para los censores como Pamiętniki starego szlachcica litewskiego (Memorias de un anciano noble lituano; 1844–45)
- Mieszaniny obyczajowe (Surtido de costumbres; 1841–43), publicado bajo el seudónimo "Jarosz Bejła"
- Listopad (noviembre; 1845–46), novela en 3 volúmenes, edición crítica de K. Wojciechowski, 1923
- Zamek krakowski (El castillo de Cracovia; 1847–48)
- Teofrast polski (Teofrasto polaco; 1851)
- Adam Śmigielski (1851)
- Rycerz Lizdejko (El caballero Lizdejko; 1852)
- Zaporożec (El zaporozhiano; 1854)
- Pamiętniki Bartłomieja Michałowskiego (Las memorias de Bartłomiej Michałowski; 1855—57)
- Próbki historyczne (Muestras históricas; 1868)
- Uwagi o dawnej Polsce przez starego Szlachcica Seweryna Soplicę Cześnika Parnawskiego napisane 1832 r. (Notas sobre la vieja Polonia escritas en 1832 por el viejo noble Seweryn Soplica, copero de Pärnu; manuscrito, publicado en 2003)